# Ernest Nabàs Orenga
Ernest Nabàs Orenga (la Vall d'Uixó, 3 de març de 1941) és un periodista i polític valencià, diputat a les Corts Valencianes durant la II, III i IV Legislatures.
Treballà com a periodista. En 1977 fou director de la revista "Dos y Dos", on hi formaven part de la redacció Amadeu Fabregat i J. J. Pérez Benlloch. Fou secretari de comunicació de la comissió executiva nacional del PSPV-PSOE. Amb aquest partit fou elegit diputat a les eleccions a les Corts Valencianes de 1987, 1991 i 1995. Fou vicepresident (1987-1991) i president (1997-1999) de la Comissió de Control de l'Actuació de la RTVV i Societats que en depenen (1987-1991) i vicepresident de la Comissió de Medi Ambient de les Corts Valencianes. El 1996 va fer una proposta de llei per protegir les Penyes Altes d'Artana.